# Dendrobium fruticicola
Dendrobium fruticicola är en orkidéart som beskrevs av Johannes Jacobus Smith. Dendrobium fruticicola ingår i släktet Dendrobium, och familjen orkidéer. Inga underarter finns listade i Catalogue of Life.